# Ливадица (Грчка)
Ливадица (грч. Λιβαδίτσα)) је насељено место у општини Пела у периферији Средишња Македонија, Грчка. Према попису из 2021. године било је 53 становника.
Српски географ Боривоје Милојевић, 1920. године наводи да је у Ливадици било 30 кућа Словена хришћана. Године 1924. словенско становништво је принудно исељено у Бугарску, укупно 108 особа. На њихово место су насељене грчке избеглице, којих је на попису из 1928. године било 94.